# Anna Veith
Anna Veith, geboren als Anna Fenninger, (Hallein, 18 juni 1989) is een Oostenrijkse alpineskiester. Ze vertegenwoordigde haar vaderland op de Olympische Winterspelen 2010 in Vancouver, op de Olympische Winterspelen 2014 in Sotsji en op de Olympische Winterspelen 2018 in Pyeongchang.

## Carrière
Fenninger maakte op 11 november 2006 haar debuut in de wereldbeker, op 21 januari 2007 tijdens de reuzenslalom in Cortina d'Ampezzo behaalde ze dankzij een zestiende plaats haar eerste wereldbekerpunten. Het daarop volgende seizoen, op 22 december 2007 in Sankt Anton eindigde de Oostenrijkse tijdens de supercombinatie, vierde, voor de eerste maal in de toptien. In het seizoen 2008/2009 eindigde Fenninger meerdere malen in de toptien, met als hoogtepunt een podiumplaats, zilver, op de Super-G in Cortina d'Ampezzo. Op de wereldkampioenschappen alpineskiën 2009 in Val-d'Isère eindigde de Oostenrijkse als vierde op de Super-G en als zevende op de Super Combinatie, op de slalom eindigde ze op de tweeëndertigste plaats. Tijdens de Olympische Winterspelen 2010 in Vancouver eindigde Fenninger op een zestiende plaats in zowel de Super G als de Supercombinatie, op de afdaling eindigde ze op de 25e plaats. 
In Garmisch-Partenkirchen nam de Oostenrijkse deel aan de wereldkampioenschappen alpineskiën 2011. Op dit toernooi werd ze wereldkampioene op de supercombinatie, daarnaast eindigde ze als vijfde op de Super G en als zeventiende op de afdaling. Op de wereldkampioenschappen alpineskiën 2013 in Schladming behaalde ze de bronzen medaille op de reuzenslalom, daarnaast eindigde ze als elfde op de afdaling. Tijdens de Olympische Winterspelen 2014 in Sotsji veroverde Fenninger de gouden medaille op de super G en de zilveren medaille op de reuzenslalom, op de supercombinatie eindigde ze op de achtste plaats. In het seizoen 2013/2014 won de Oostenrijkse de algemene wereldbeker.
Op de Wereldkampioenschappen alpineskiën 2015 in Beaver Creek behaalde ze de wereldtitel op zowel de Super G als de reuzenslalom. Op de afdaling behaalde ze zilver, achter Tina Maze. In de combinatie eindigde ze op de vierde plaats. Fenninger won tijdens het seizoen 2014/2015 opnieuw het eindklassement van de algemene wereldbeker. Ze was ook de beste in het eindklassement van de reuzenslalom en de combinatie. Ze huwde op 16 april 2016 met voormalig snowboarder Manuel Veith en veranderde daarna meteen haar achternaam in Veith. In Sankt Moritz nam de Oostenrijkse deel aan de wereldkampioenschappen alpineskiën 2017. Op dit toernooi eindigde ze als 22e op de reuzenslalom. Tijdens de Olympische Winterspelen van 2018 in Pyeongchang veroverde Veith de zilveren medaille op de Super G, op de reuzenslalom eindigde ze op de twaalfde plaats.
Op 23 mei 2020 maakte Veith bekend haar skicarrière te beëindigen.

## Resultaten

### Olympische Spelen
| Jaar | Plaats      | Resultaten                                                  |
| ---- | ----------- | ----------------------------------------------------------- |
| 2010 | Vancouver   | 16e Supercombinatie 16e Super G 25e Afdaling                |
| 2014 | Sotsji      | Super G · Reuzenslalom · 8e Supercombinatie · DNF1 Afdaling |
| 2018 | Pyeongchang | Super G · 12e Reuzenslalom                                  |

### Wereldkampioenschappen
| Jaar | Plaats                 | Resultaten                                                        |
| ---- | ---------------------- | ----------------------------------------------------------------- |
| 2009 | Val-d'Isère            | 4e Super-G 7e Super Combinatie 32e Slalom DNF1 Afdaling           |
| 2011 | Garmisch-Partenkirchen | Supercombinatie · 5e Super-G · 17e Afdaling                       |
| 2013 | Schladming             | Reuzenslalom · 11e Afdaling · DNF1 Super G · DNF2 Supercombinatie |
| 2015 | Beaver Creek           | Reuzenslalom · Super G · Afdaling · 4e Combinatie                 |
| 2017 | Sankt Moritz           | 22e Reuzenslalom DNF1 Super G                                     |

### Wereldbeker
Eindklasseringen
| Seizoen   | Algm  | AD     | SL  | RS     | SG     | SC   |
| --------- | ----- | ------ | --- | ------ | ------ | ---- |
| 2006/2007 | 108e  | -      | -   | 40e    | -      | -    |
| 2007/2008 | 60e   | -      | -   | 52e    | 32e    | 14e  |
| 2008/2009 | 20e   | 21e    | 39e | 52e    | 15e    | 7e   |
| 2009/2010 | 26e   | 26e    | -   | -      | 13e    | 6e   |
| 2010/2011 | 12e   | 6e     | 59e | 33e    | 7e     | 9e   |
| 2011/2012 | 5e    | 19e    | 54e | 4e     | Brons  | 8e   |
| 2012/2013 | Brons | 8e     | -   | Zilver | Brons  | 13e  |
| 2013/2014 | Goud  | Zilver | -   | Goud   | Zilver | 8e   |
| 2014/2015 | Goud  | Zilver | 52e | Goud   | Zilver | Goud |
| 2016/2017 | 74e   | 45e    | -   | 48e    | 26e    | -    |
| 2017/2018 | 15e   | 12e    | -   | 33e    | Brons  | -    |
| 2018/2019 | 39e   | 34e    | -   | 18e    | 26e    |      |
| 2019/2020 | 61e   | 37e    | -   | 45e    | 24e    | -    |

Wereldbekerzeges
| Datum            | Plaats                 | Onderdeel       |
| ---------------- | ---------------------- | --------------- |
| 28 december 2011 | Lienz                  | Reuzenslalom    |
| 28 december 2012 | Semmering              | Reuzenslalom    |
| 3 maart 2013     | Garmisch-Partenkirchen | Super G         |
| 9 maart 2013     | Ofterschwang           | Reuzenslalom    |
| 28 december 2013 | Lienz                  | Reuzenslalom    |
| 6 maart 2014     | Åre                    | Reuzenslalom    |
| 7 maart 2014     | Åre                    | Reuzenslalom    |
| 16 maart 2014    | Lenzerheide            | Reuzenslalom    |
| 25 oktober 2014  | Sölden                 | Reuzenslalom    |
| 21 februari 2015 | Maribor                | Reuzenslalom    |
| 1 maart 2015     | Bansko                 | Supercombinatie |
| 2 maart 2015     | Bansko                 | Super G         |
| 13 maart 2015    | Åre                    | Reuzenslalom    |
| 22 maart 2015    | Méribel                | Reuzenslalom    |
| 17 december 2017 | Val-d'Isère            | Super G         |